# Netlify
Netlifyはサンフランシスコをベースとするクラウドコンピューティングの企業である。静的ウェブサイトのためのホスティングサービスとサーバーレスのバックエンドサービスを提供している。
グローバルなアプリケーション配信ネットワークを介したGitからの継続的デプロイ、サーバーレスのフォームハンドリング、AWS Lambda functionsのサポート、Let's Encryptとの完全な統合 を特徴としている。無料プランと有料プランを提供している。
Netlifyのユーザーとしては、Google、Facebook、Verizon、NBC、Samsung、Cisco、Atlassian、Vue.js、Citrix、Peloton、Kubernetes、Lodash、Smashing Magazine、Sequoia Capitalなどがいる。

## 歴史
会社の前身は、2013年にデンマークの起業家Mathias Biilmannが、サンフランシスコをベースとするコンテンツ管理のスタートアップであるMakerLoopの運営中に、静的ウェブサイトへの回帰が起こっていることに気がついたときに遡る。2015年、Biilmannは、デンマークのクリエイティブサービスエージェンシーの役員として働いていた幼馴染のChristian Bachを呼び、新しいベンチャーに参加しないかと誘った。2015年3月、NetlifyはMakerLoopの製品の1つとして公開された。
2017年12月19日、MakerLoopはデラウェア州務長官に修正証明書（Certificate of Amendment）を提出し、社名をNetlifyに変更した。

### 資金調達
2016年8月16日、Netlifyは、出資者のGitHub、Heroku、Rackspace Cloudから210万ドルの資金提供を受けた。
2017年8月9日、Netlifyは、Andreessen HorowitzからシリーズAファンディングとして、1,200万ドルの資金提供を受けたと発表した。

## 製品

### Netlify CMS

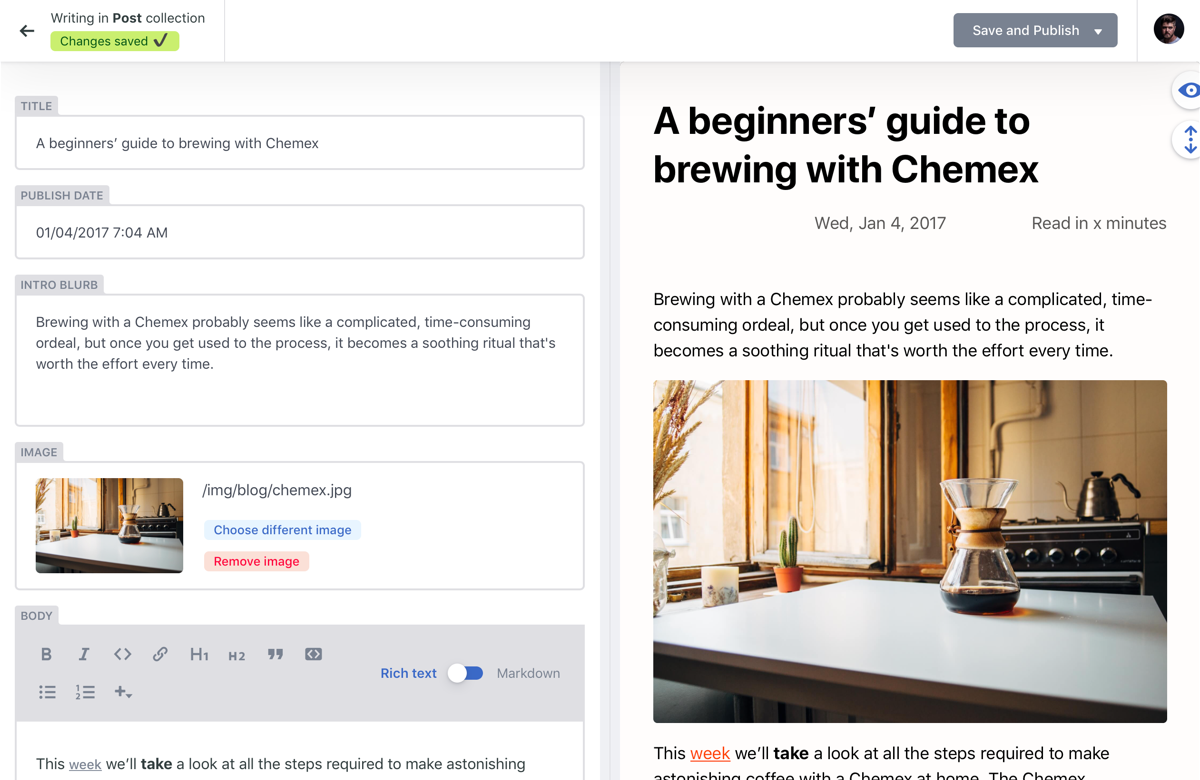
Netlify CMSのダッシュボード。

静的ウェブサイトは、動的なコンテンツ公開システムであるWordPressやMediumなどに比べると、洗練されておらずウェブマスターが扱うのが面倒になる傾向があるため、Netlifyは、こうした制限の一部に対処することを目的としてNetlify CMSという名称のオープンソースのヘッドレスなコンテンツ管理システムを開発した。

### JAMstack
JAMstackは、Netlifyがパイオニアとして開発した、クライアントサイドJavaScript、再利用可能なAPI、マークアップ（markup） の3つをベースとしたクラウドネイティブなウェブ開発アーキテクチャである。基本的には、JAMstackは、現在の抽象可能なバックエンドから現在の強力なフロントエンドへの大幅な移行を示したものとなっている。

## 受容
2017年3月まで、Netlify CMSはSoftware Development Timesによる「GitHub project of the week」という名称だった。
2018年7月10日、GitHubの創始者で元CEOのTom Preston-Wernerは「5年以内に、あなたは次の大規模で完全な機能を持ったウェブアプリをJAMstackで開発し、Netlifyにデプロイすることになるだろう」と予想した。
In an October 2018年10月、Netlifyと、CodePenの共同創始者の1人であるChris Coyierは、共同でプレスリリースを公開し、「this is where the web is going, Netlify is just bringing it to us all a lot faster. With all the innovation in the space, this is an exciting time to be a developer」と述べた。

### 引用
1. 1 2  “Business Entities Filing Document” (PDF). Secretary of State of California (2018年2月26日). 2018年10月26日閲覧。
2. ↑  “Business filings for Netlify, Inc.”. Office of the Secretary of State of  California. 2018年10月9日閲覧。
3. ↑  Neal, Ryan (2016年7月26日). “Guest Post: NATS at Netlify - New Possibilities for Ultra-fast Web Content Publishing” (英語). NATS. 2018年10月9日閲覧。
4. ↑  Sawers, Paul (2018年10月9日). “Netlify raises $30 million to modernize the web” (英語). VentureBeat 2018年10月9日閲覧。
5. ↑  Rometsch, Ben (2018年7月25日). “How to Use Feature Flags in Continuous Integration” (英語). SitePoint 2018年10月29日閲覧。
6. ↑  Miller, Ron (2018年3月20日). “Netlify wants to make it easier for web developers to use AWS Lambda event triggers” (英語). TechCrunch 2018年10月5日閲覧。
7. ↑  Biilmann (2016年1月15日). “A World’s First. Free SSL with Let’s Encrypt” (英語). Netlify. 2018年10月5日閲覧。
8. ↑  Blædel, Mathias (2017年8月11日). “Dansk startup får millionrygstød: Har Google og Facebook som kunder [Danish startup gets a $1 million push: Has Google and Facebook as customers]” (デンマーク語). Dagbladet Børsen 2018年10月10日閲覧。
9. 1 2 3  Finley, Klint (2018年10月24日). “This Company Wants to Make the Internet Load Faster” (英語). WIRED 2018年10月25日閲覧。
10. ↑  Deutscher, Maria (2018年10月9日). “Founders of Slack, Yelp join $30M round into web development startup Netlify” (英語). Silicon Angle 2018年10月17日閲覧。
11. ↑  “Netlify Application Delivery Network” (英語). Netlify. 2018年10月17日閲覧。
12. ↑  “Plans and Pricing” (英語). Netlify. 2018年10月17日閲覧。
13. ↑  Lynley, Matthew (2017年8月17日). “Netlify, a service for quickly rolling out static websites, raises $2.1M” (英語). TechCrunch 2018年10月9日閲覧。
14. ↑  Weinberger, Matt (2017年8月9日). “A hot startup is using $12 million from Andreessen Horowitz to pursue a 'holy grail' of web technology”. Business Insider 2018年10月5日閲覧。
15. ↑  Hanley Frank, Blair (2017年8月9日). “Netlify raises $12 million to advance web development” (英語). VentureBeat 2018年10月5日閲覧。
16. ↑  Wittorff, Jacob Ø. (2017年8月25日). “Dansk it-firma har landet en investering fra et af verdens største ventureselskaber: "De forlanger pengene 100 gange igen" [Danish IT company lands investment from one of the world's largest venture companies: They expect a 100-times return]” (デンマーク語). Computerworld 2018年10月10日閲覧。
17. ↑  Levine, Peter (2017年8月9日). “Netlify” (英語). Andreessen Horowitz 2018年10月5日閲覧。
18. ↑  Gienow, Michelle (2017年12月26日). “The Sweetness of JAMstack: JavaScript, APIs and Markup” (英語). The New Stack 2018年11月1日閲覧。
19. ↑  Leopold, George (2018年10月9日). “App Developer Netlify Looks Beyond Web Servers” (英語). EnterpriseTech 2018年11月1日閲覧。
20. ↑  Ouellet. “JAMstack for Clients: Benefits, Static Site CMS, & Limitations”. CodeBurst.io. 2019年12月11日閲覧。
21. ↑  Moore, Madison (2017年3月24日). “SD Times GitHub project of the week: Netlify CMS” (英語). SD Times 2018年10月25日閲覧。
22. ↑  Tom Preston-Werner [@mojombo] (2018年7月10日). "Prediction: within 5 years, you'll build your next large scale, fully featured web app with #JAMstack and deploy on @Netlify". X（旧Twitter）より2018年10月9日閲覧。
23. ↑  "Netlify raises $30M to replace webservers with a global 'Application Delivery Network'" (Press release) (英語). Netlify. 9 October 2018. 2018年10月9日閲覧。